# Телекоммуникации в Узбекистане
| Телекоммуникации в Узбекистане | Телекоммуникации в Узбекистане |
| ------------------------------ | ------------------------------ |
|                                |                                |
|                                |                                |
| Наземные линии (2011):         | 1.928 миллиона                 |
| Мобильные линии (2011):        | 25.442 миллиона                |
| Домен верхнего уровня:         | .uz                            |
| Телефонный код:                | +998                           |

Телекоммуникационные сети в Узбекистане, основанные на инфраструктуре построенной в советский период, получили современное развитие, что сделало страну одной из ведущих в регионе в информационной отрасли.
В 2012 году объем телекоммуникационных услуг вырос на 22,5%. Количество портов широкополосного доступа, установленных по всей стране в конце 2012 года,  составило 378 000, увеличившись на 55,5%. Количество портов в активном использовании 202 700 и составляет 37,2%. В том же году было развернуто по всей стране в общей сложности 1576 км волоконно-оптических магистральных линий.

## Телефония
Цифровые АТС в основном распределены по крупным городам и в сельской местности.

### Внутренняя связь
Государственная телекоммуникационная компания АК Узбектелеком для улучшения магистральных услуг использовала кредиты от японского правительства и Банка развития Китая.  В 2010 году был завершен переход на цифровые АТС. С тех пор рынок услуг мобильной связи быстро растет, а абонентская база мобильных операторов преодолела в 2011 году 25-миллионный рубеж.

### Международная связь
Узбекистан связан волоконно-оптической магистралью и микроволновой радиорелейной сетью со странами СНГ. Также используется арендованный канал связи через международный коммутатор шлюза Москвы. После завершения перевода телекомуникационных линий республики на технологию FTTB, Узбекистан планирует создать оптоволоконную связь с Афганистаном с помощью Транс-Азия-Европа (ТАЕ) .

## Сотовая связь
Компании, предоставляющие услуги сотовой связи на территории Узбекистана:
- ИП ООО «Unitel», предоставляющая услуги сотовой связи под торговой маркой «Билайн» (стандарты GSM, UMTS, LTE);[2]
- ООО "COSCOM", предоставляющая услуги сотовой связи под торговой маркой UCell (стандарты GSM, UMTS, LTE);[3]
- ООО "Universal Mobile Systems", предоставляющая услуги сотовой связи по торговой маркой "UMS" (стандарты GSM, UMTS, LTE).[4]

Кроме того, на рынке действуют компании «Perfectum»(стандарт CDMA) и «UZMOBILE»(стандарты CDMA и GSM,UMTS,LTE).

## Радио
В настоящее время Узбекистан имеет четыре AM станции, 12 станций FM и три коротковолновых станции. Кроме того, по состоянию на 1997 года в Узбекистана используется 10,2 млн радиостанций[прояснить].

## Телевидение
В Узбекистане имеется 28 телевизионных станций, включая один кабельный ретранслятор в городе Ташкенте и около 20 станций в региональных столицах.

## Интернет
В Узбекистане по данным Агентства по вопросам коммуникации и информации (IzACI) по состоянию на 2012 год 9 миллионов пользователей Интернета. Код (домен верхнего уровня) Узбекистана .uz.
Доступ к интернету предоставляют 27 интернет-провайдеров. Например:
- Sarkor Telekom - самый популярный и один из первых провайдеров в Узбекистане и Ташкенте.[7] Предоставляет услуги FTTB, FTTH, ADSL, IPTV, VoIP, GPON, видеонаблюдения, хостинга и др.
- Uzonline - Интернет провайдер Узбекистана - ADSL-интернет, FTTB-интернет, GPON-интернет.[8]
- Компания TPS (ООО «Технопросистем»).[9]
- Компания "Sharq Telekom".[10]
- АРС Информ.[11]
- Компания IPLUS.[12]
- Проводной Интернет Билайн.[13]
- Cron Telecom. (в 2018 году прекратил своё существование в качестве провайдера)
- Компания Super iMAX под торговой маркой EVO.[14]
- SOHO Networks.[15]